# Campo Pajoso
Campo Pajoso es una localidad en el sur de Bolivia, ubicada en la región del Chaco boliviano. Administrativamente se encuentra en el municipio de Yacuiba de la provincia del Gran Chaco en el departamento de Tarija.
El sitio está a una altitud de 617 msnm, sobre la línea férrea entre las ciudades de Santa Cruz de la Sierra y Argentina. Los pueblos más cercanos son Palmar Chico, tres kilómetros al norte de Campo Pajoso y San Isidro, donde se ubica el aeropuerto de Yacuiba, ocho kilómetros al sur del pueblo. Al oeste de la localidad, a una distancia de cinco kilómetros, se extiende de norte a sur la Serranía del Aguaragüe, que alcanzando alturas superiores a los 1200 m.
En Campo Pajoso se encuentra un puesto policial y posta médica.

## Geografía
Campo Pajoso está ubicado en el borde sureste de la cadena de los Andes bolivianos, donde comienzan en las tierras bajas del Gran Chaco. El clima es subtropical con veranos cálidos y húmedos e inviernos moderadamente cálidos y secos.
La temperatura media anual es de alrededor de 22 °C, los valores medios mensuales varían entre 15 °C en junio/julio y 26 °C en enero. La precipitación anual es de casi 1100 mm, con una estación seca de cuatro meses de junio a septiembre con precipitación mensual inferior a 15 mm y un período húmedo de diciembre a marzo con 160-200 mm de precipitación mensual.

## Transporte
Campo Pajoso se encuentra a 327 km por carretera al sureste de Tarija, la capital departamental, y a 13 km al norte de la localidad fronteriza de Yacuiba.
Desde Tarija, la carretera troncal Ruta 11 recorre hacia el este a través de las localidades de Entre Ríos y Palos Blancos durante 250 kilómetros hasta Villa Montes. Allí se encuentra con la Ruta 9 que recorre de norte a sur, que se dirige hacia el sur a través de Sachapera y Palmar Chico hasta llegar a Campo Pajoso y luego a través de Yacuiba hasta la frontera con Argentina. Al año 2023 se encuentra en construcción una doble-vía entre Yacuiba y Campo Pajoso.
En Campo Pajoso, la Ruta 29 se bifurca hacia el oeste, atraviesa la Serranía del Aguaragüe y luego de 23 kilómetros llega al pueblo de Caraparí. Desde allí, la Ruta 29 continúa hacia el norte hasta Palos Blancos, mientras que, desde Caraparí, la Ruta 33 se dirige hacia el sur hasta Bermejo en la frontera con Argentina.

## Demografía
La población de la localidad ha aumentado en aproximadamente un tercio en las últimas dos décadas:
| Año  | Habitantes | Fuente |
| ---- | ---------- | ------ |
| 1992 | 772        | Censo  |
| 2001 | 631        | Censo  |
| 2012 | 1 012      | Censo  |